# Agrafon
Agrafon neboli agrafa (pl. agrafa; z řec. ἄγραφος nezapsaný) označuje logion – Ježíšův výrok – který se nenachází v kanonických evangeliích. Pojmu užil poprvé v roce 1776 německý biblista J. G. Körner.
Agrafon přitom nesmí být rozhovorem či dlouhou řečí, nýbrž pouhým výrokem, citátem. Za agrafa se nepovažují výroky, nalezené v apokryfních spisech románového typu (např. Kristův list Abgarovi) a výroky, obsažené přímo v kanonických evangeliích.
Nejznámějším novozákonním agrafem je Sk 20, 35 (Kral, ČEP): „Mějme na paměti slova Pána Ježíše, který řekl: ‚Je blaženější dávat, než dostávat.‘“